# Китайське національне шосе 102
Китайське національне шосе 102 є головною магістральною дорогою, що з'єднує Пекін з Фуюань, Хейлунцзян. У Пекіні вона відома як дорога Цзінфу (京抚路), після назв двох міст, для з’єднання Пекіна з Фуюанем.
Вона виходить із Пекіна на швидкісну автомагістраль Jingtong і швидкісну автостраду Тунчжоу–Яньцзяо в провінцію Хебей (це рідкісні випадки, коли ділянки національних автомагістралей побудовані відповідно до національних стандартів швидкісних автострад). Потім він пролягає вздовж швидкісної дороги Пекін–Шеньян уздовж узбережжя до Шеньяна, Ляоніна, а потім уздовж швидкісної дороги Шеньян–Харбін до Харбіна.
Китайське національне шосе 102 становить 1297 км у довжину. Проходить через провінції Хебей, Ляонін, Цзілінь і Хейлунцзян. Він з'єднує великі міста Циньхуандао, Шеньян, Чанчунь і Харбін. У 2013 році згідно з новим планом NDRC & MoT на 2013-2030 роки G102 було продовжено до Фуюаня.

## Маршрут і відстань
| Маршрут і відстань |               |
| \| Місто \| Відстань (км) \| \| ------------------------ \| ------------- \| \| Пекін, Пекін \| 0 \| \| Санхе, Хебей \| 64 \| \| Повіт Цзі, Тяньцзінь \| 87 \| \| Повіт Юйтянь, Хебей \| 124 \| \| Фенгрун, Хебей \| 157 \| \| Лулонг, Хебей \| 224 \| \| Округ Фунін, Хебей \| 257 \| \| Шаньхайгуань, Хебей \| 306 \| \| Суйчжун, Ляонін \| 371 \| \| Сінчен, Ляонін \| 418 \| \| Район Ляонін, Ляонін \| 442 \| \| Цзіньчжоу, Ляонін \| 502 \| \| Лінхай, Ляонін \| 526 \| \| Бейжень, Ляонін \| 604 \| \| Хейшань, Ляонін \| 635 \| \| Сіньмінь, Ляонін \| 709 \| \| Шеньян, Ляонін \| 777 \| \| Район Сіньченцзи, Ляонін \| 806 \| \| Телін, Ляонін \| 853 \| \| Кайюань, Ляонін \| 885 \| \| Чангту, Ляонін \| 918 \| \| Сіпін, Цзілінь \| 985 \| \| Gongzhuling, Цзілінь \| 1032 \| \| Чанчунь, Цзілінь \| 1091 \| \| Шуанчен, Хейлунцзян \| 1297 \| |               |
| Місто | Відстань (км) |
| Пекін, Пекін | 0             |
| Санхе, Хебей | 64            |
| Повіт Цзі, Тяньцзінь | 87            |
| Повіт Юйтянь, Хебей | 124           |
| Фенгрун, Хебей | 157           |
| Лулонг, Хебей | 224           |
| Округ Фунін, Хебей | 257           |
| Шаньхайгуань, Хебей | 306           |
| Суйчжун, Ляонін | 371           |
| Сінчен, Ляонін | 418           |
| Район Ляонін, Ляонін | 442           |
| Цзіньчжоу, Ляонін | 502           |
| Лінхай, Ляонін | 526           |
| Бейжень, Ляонін | 604           |
| Хейшань, Ляонін | 635           |
| Сіньмінь, Ляонін | 709           |
| Шеньян, Ляонін | 777           |
| Район Сіньченцзи, Ляонін | 806           |
| Телін, Ляонін | 853           |
| Кайюань, Ляонін | 885           |
| Чангту, Ляонін | 918           |
| Сіпін, Цзілінь | 985           |
| Gongzhuling, Цзілінь | 1032          |
| Чанчунь, Цзілінь | 1091          |
| Шуанчен, Хейлунцзян | 1297          |